# Sajansk
Sajansk (russisk: Сая́нск, tr. Sajánsk) er en by i Irkutsk oblast, Sibiriske føderale distrikt i Den Russiske Føderation omkring 270 kilometer nordvest for oblastens administrative center, Irkutsk. Byen har 35.561(2021) indbyggere og blev grundlagt i 1970 .

## Geografi
Sajansk ligger ved floden Oka, en biflod til Angara. Sajansk er opkaldt efter Sajanbjergene som byen ligger ved foden af.

## Historie
Sajansk blev grundlagt i det 1970  i forbindelse med opførelsen af en kemisk fabrik.

### Indbyggerudvikling
| År   | Indbyggertal |
| ---- | ------------ |
| 1979 | 8.500        |
| 1989 | 38.169       |
| 2002 | 43.468       |
| 2009 | 43.810       |

Note: Data fra folketællinger

## Seværdigheder
Der er i Sajansk et større galleri, Sajansk Galleriet, med en stor samling af sovjetisk kunst.